# Habermus
La bouillie d'épeautre ou Habermus est une recette de santé d'Hildegarde de Bingen qu'on sert souvent au petit déjeuner.
Les Souabes l'ont consommé durant des siècles, bouilli dans du lait et Pline le donnait comme plat des anciens  Germains, d'où un  dicton souabe : « Habermus Gibt starke Fuß »: c'était leur plat national. À Memmingen par exemple, on l'a distribué gratuitement aux pauvres au XVIIIe siècle.
Haber signifiait « donneur de vie » en dialecte alémanique et mus signifiait « nourriture, »… Son nom  a inspiré le poète allemand Johann Peter Hebel dans un de ses poèmes : « Chummet Kinner chummet, esset Habermus ».
Il existe aujourd'hui bien des variantes de cette recette médiévale. L'épeautre selon sainte Hildegarde a mille vertus : outre ses facultés pour les troubles intestinaux, il soigne la mélancolie et la dépression, donne l'humeur  joyeuse : « L'épeautre est un excellent grain, de nature chaude, gros et plein de force, et plus doux que les autres grains. À celui qui le mange, il donne une chair de qualité, un sang de qualité. Il donne un esprit joyeux et met de l'allégresse dans l'esprit de l'homme. »
L'habermus fait partie du régime à base d'épeautre de sainte Hildegarde. 

## Recette
Ingrédients :
- une tasse  d'épeautre
- deux ou trois tasses d'eau
- une pomme
- jus d'un demi-citron
- épices : galanga, pyrèthre d'Afrique, cannelle
- une demi-cuillerée de miel
- amandes hachées : 1 cuillère à thé
- psyllium, ou plantain des Indes

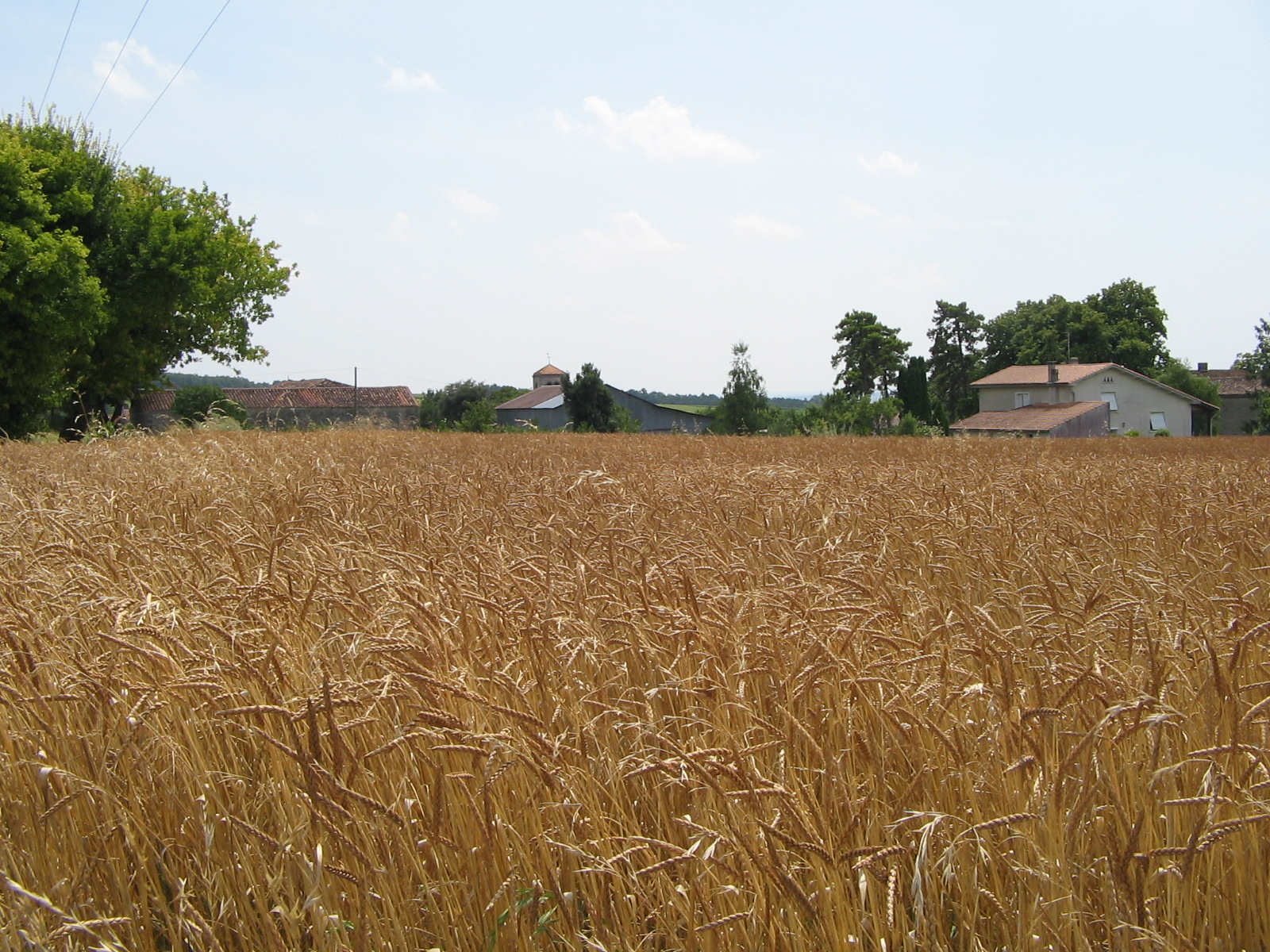
Épeautre.
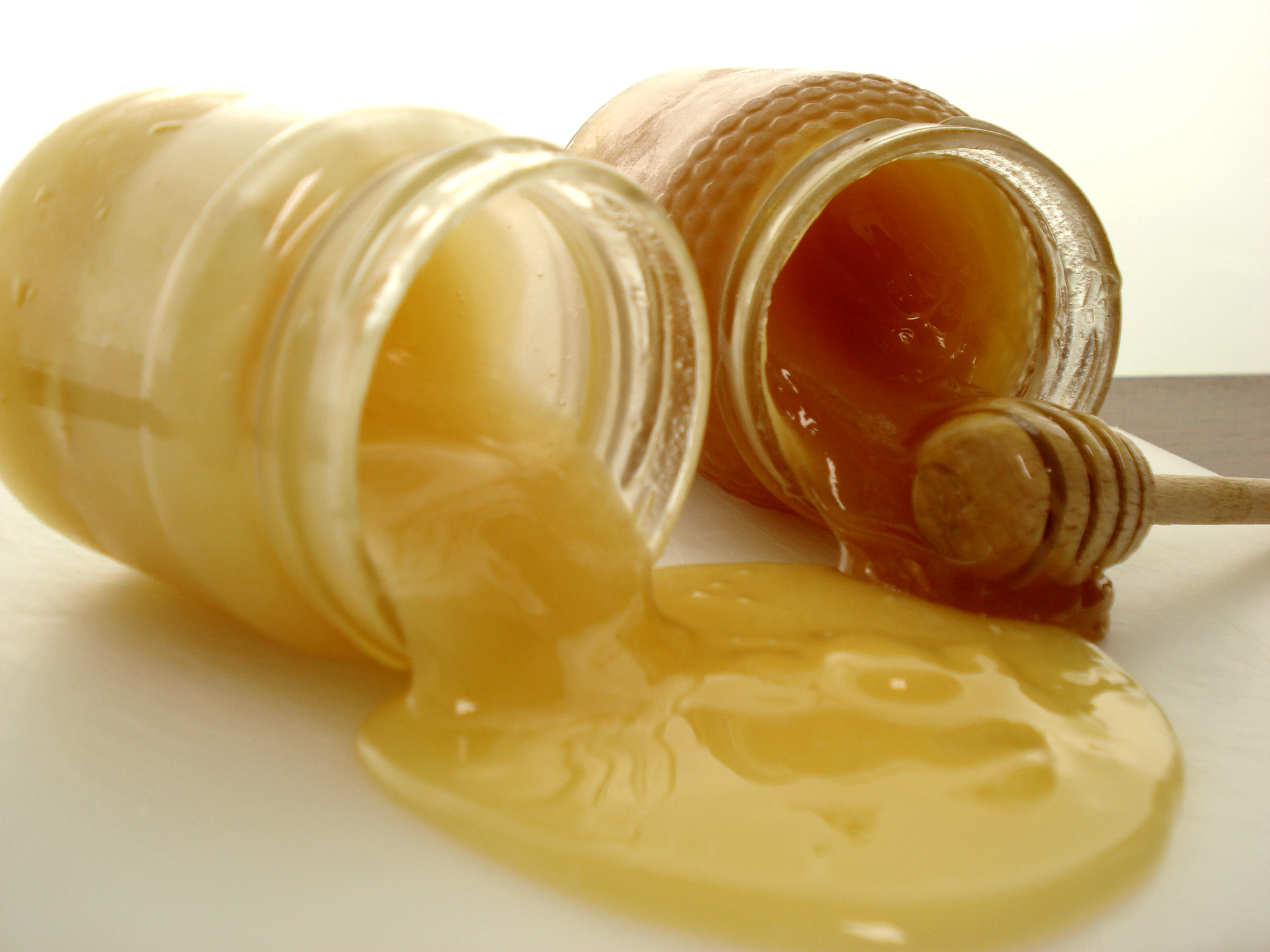
Miel.
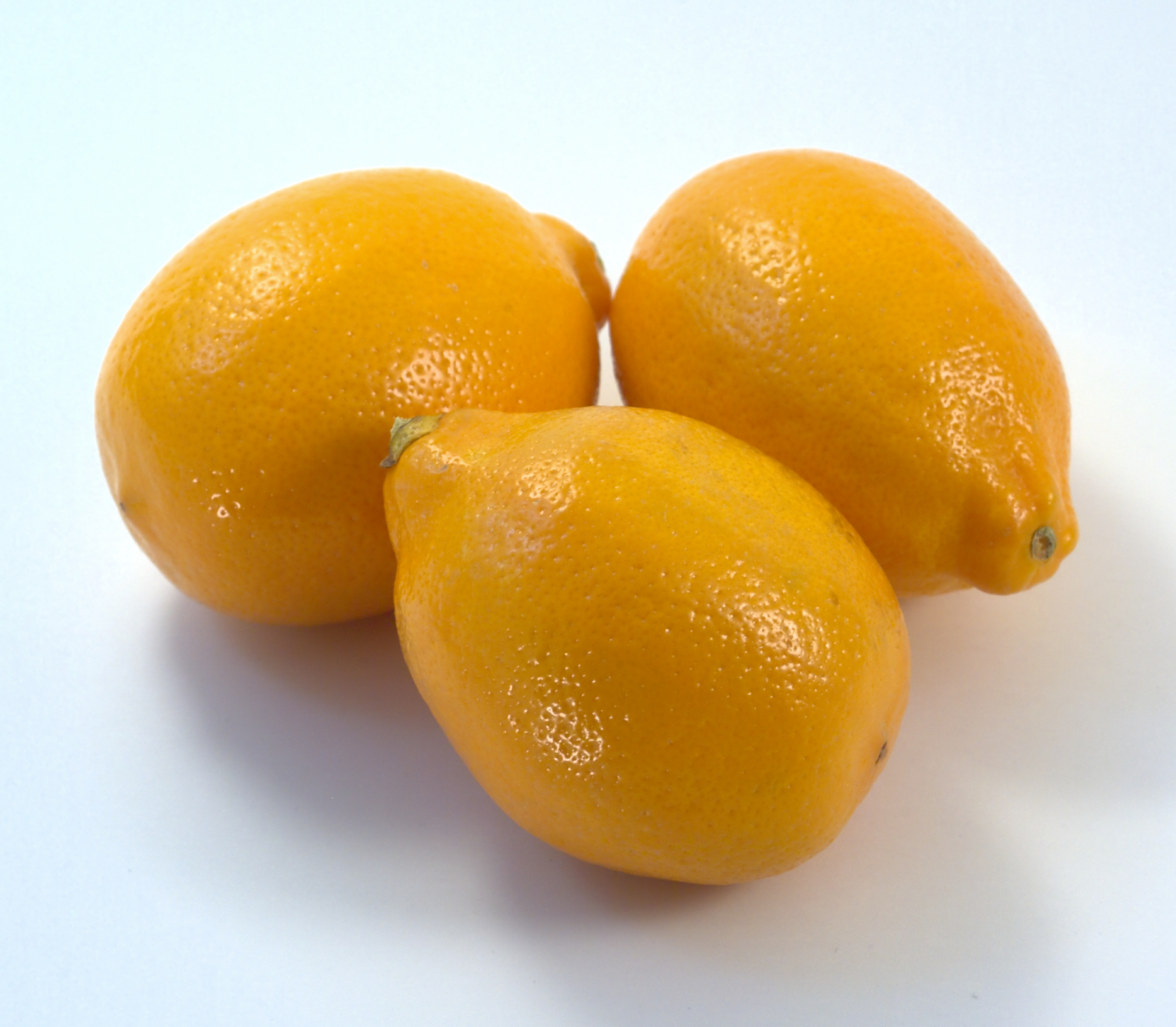
Citron.
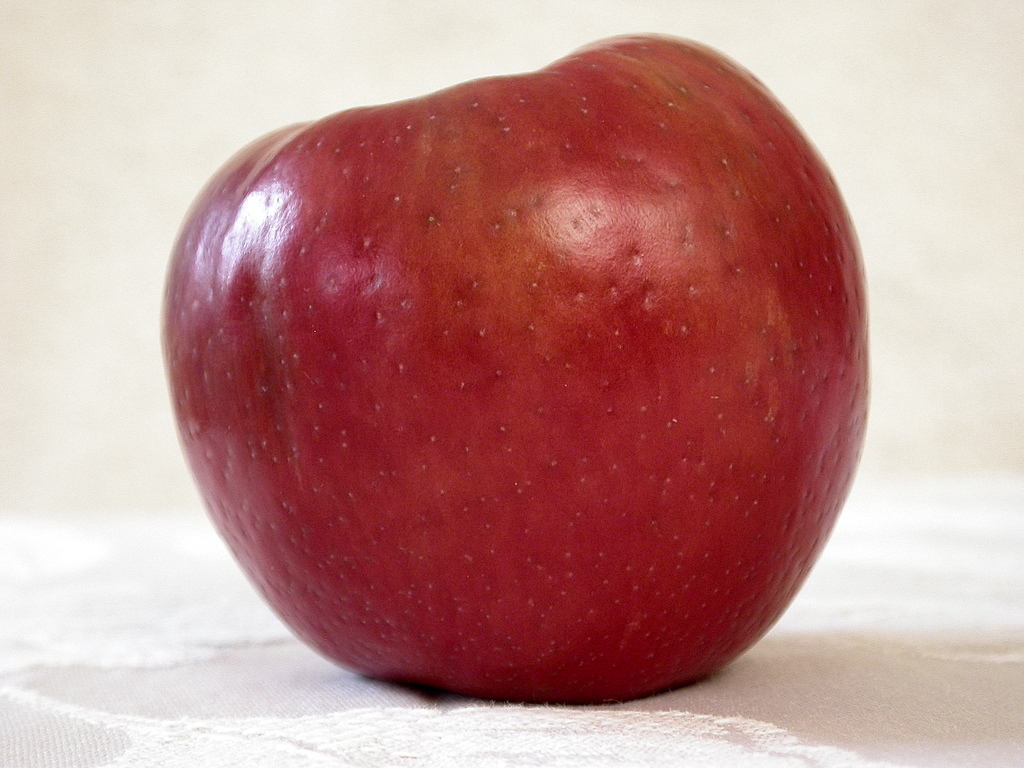
Pomme.
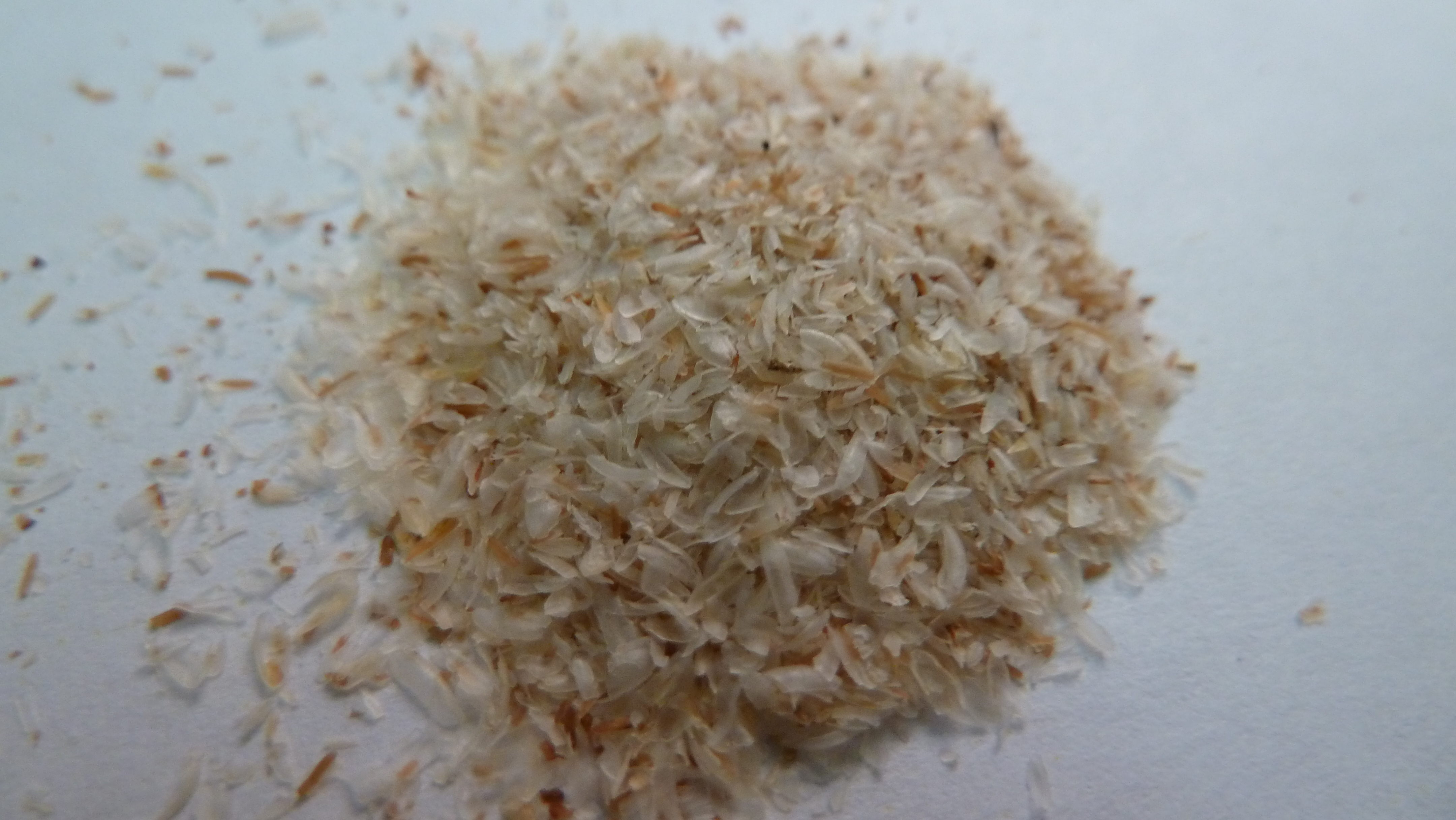
Psyllium.
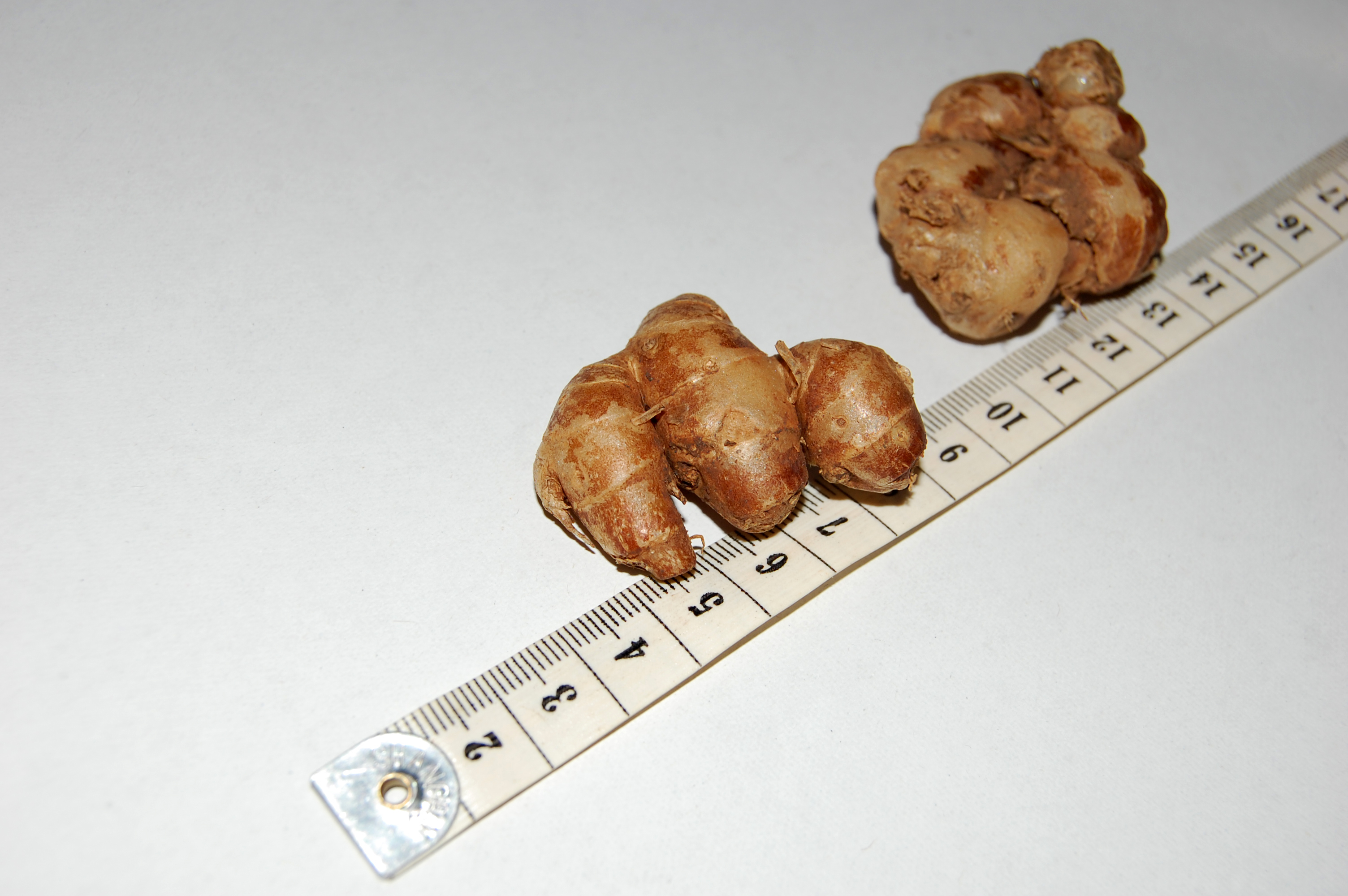
Galanga.
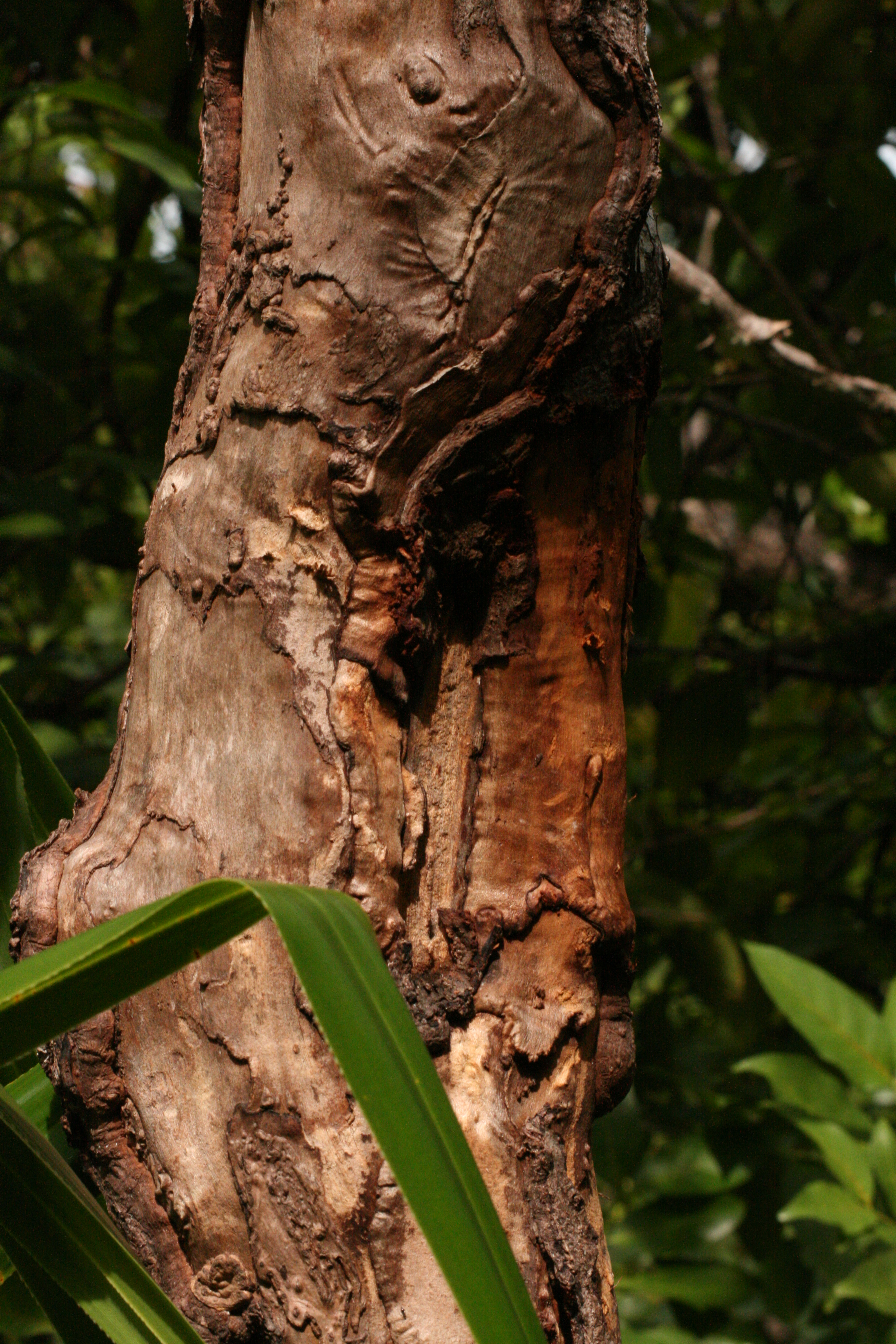
Cannelle.
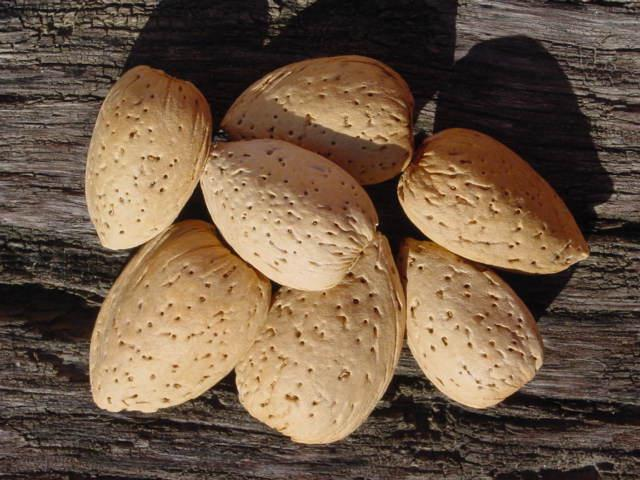
Amandes.